# Pałac w Ostroszowicach
Pałac w Ostroszowicach – zabytkowy pałac we wsi Ostroszowice w Polsce, w województwie dolnośląskim, na Przedgórzu Sudeckim, w powiecie dzierżoniowskim, w gminie Dzierżoniów.
Obiekt wybudowany w XVII w. pierwotnie jako renesansowy dwór.

## Opis
Dwupiętrowy pałac (w korpusie) wybudowany na planie prostokąta, kryty dachem czterospadowym z lukarnami, z wewnętrznym dziedzińcem i cylindryczną narożną wieżą. Od frontu główne wejście w portalu z arkadami zwieńczonym balkonem (tarasem) z kamienną balustradą. Nad wejściem szczyt. Obiekt jest częścią zespołu pałacowego, w skład którego wchodzi jeszcze park krajobrazowy ze stawami, znany z regularnego barokowego założenia.

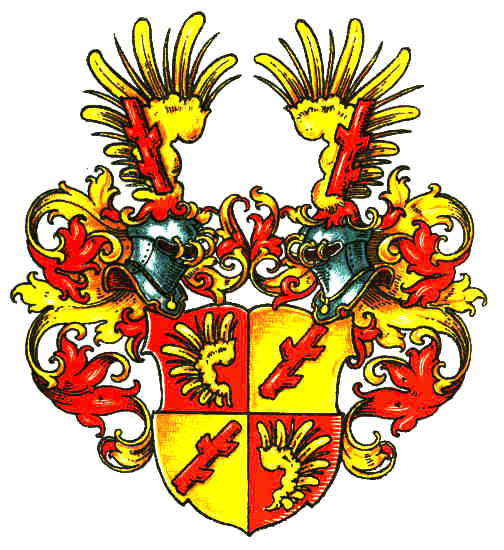
Herb Seherr-Thoss właścicieli w l. 1765-1945
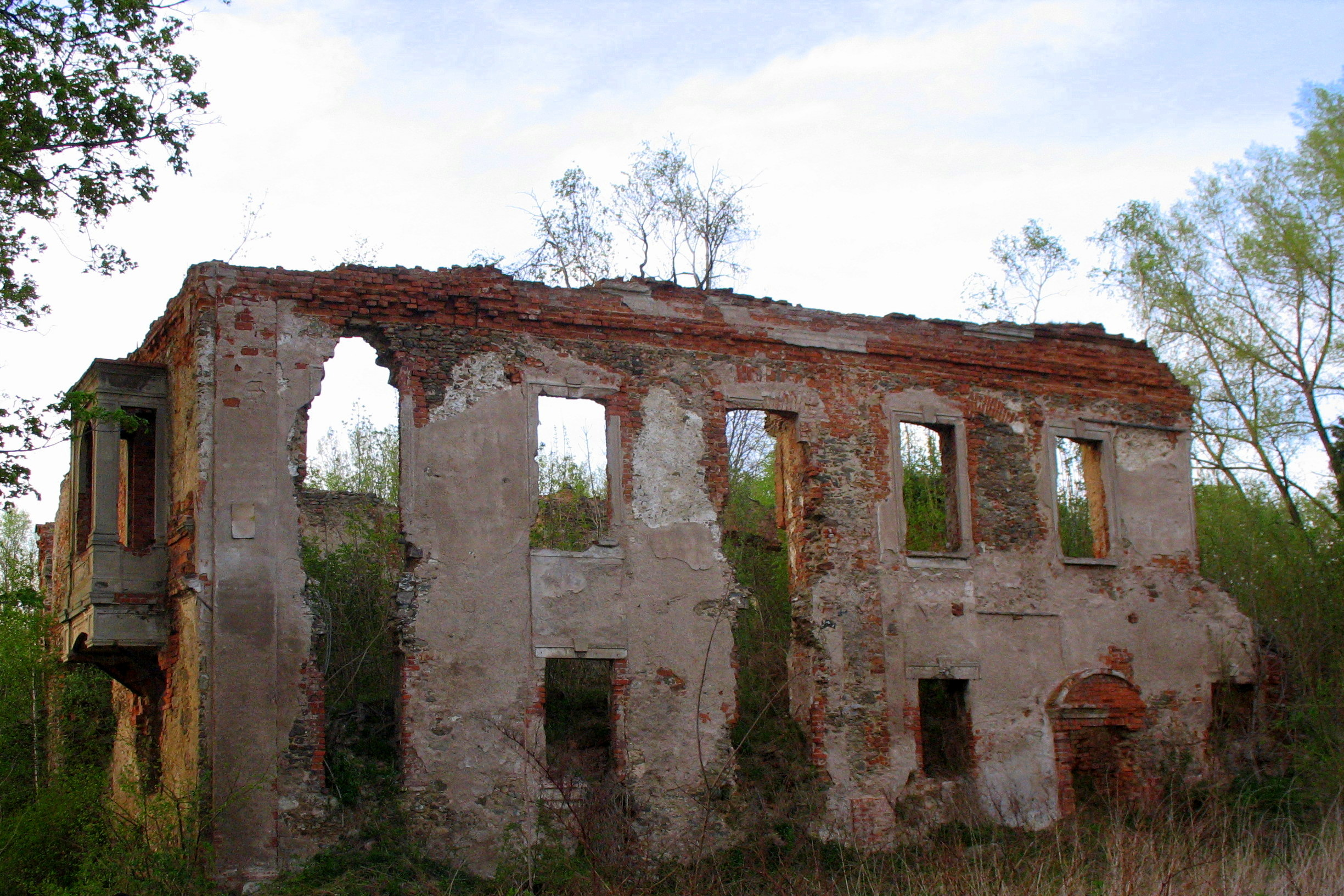
Ruiny pałacu